# Wenjiang
Wenjiang, tidigare stavat Wenkiang, är ett stadsdistrikt i Chengdu i Sichuan-provinsen i sydvästra Kina.

## Källa
1. ↑  ”worldpostmarks.net”. Arkiverad från originalet den 2 januari 2015. https://web.archive.org/web/20150102101710/http://worldpostmarks.net/HTML%20Countries/china.htm. Läst 13 juni 2015.